# Ludmiła Bragina
Ludmiła Bragina (ros. Людмила Ивановна Брагина; ur. 24 lipca 1943 w Bieriozowskim) – radziecka lekkoatletka, biegaczka na średnich i długich dystansach.
Mistrzyni olimpijska z Monachium (1972) w biegu na 1500 m, jak również zdobywczyni 5. miejsca w finale tej samej konkurencji rozgrywanym na igrzyskach olimpijskich w Montrealu (1976). Wicemistrzyni Europy w biegu na 3000 m (Rzym 1974). Halowa wicemistrzyni Europy w biegu na 800 (1970) i 1500 m (1971, 1972). 5-krotna rekordzistka świata: 3 razy na 1500 m (do 4:01.4 w 1972), 2 razy na 3000 m (do 8:27.12 w 1976).
Została odznaczona m.in. Orderem Czerwonego Sztandaru Pracy.